# Костёл Святого Казимира (Вильнюс)
Костёл Свято́го Казими́ра (Švento Kazimiero bažnyčia, kościół Świętego Kazimierza; с 1840 до 1915 года был православным кафедральным собором Святого Николая) — римско-католический иезуитский неприходской костёл в Вильнюсском деканате; первый образец стиля раннего барокко в Вильне. Располагается в Старом городе на улице Диджёйи 34 (Didžioji g. 34). Службы на литовском языке и, по воскресеньям, на русском языках.
Храм является охраняемым государством объектом культурного наследия национального значения; код в Регистре культурных ценностей Литовской Республики 27304.

## История

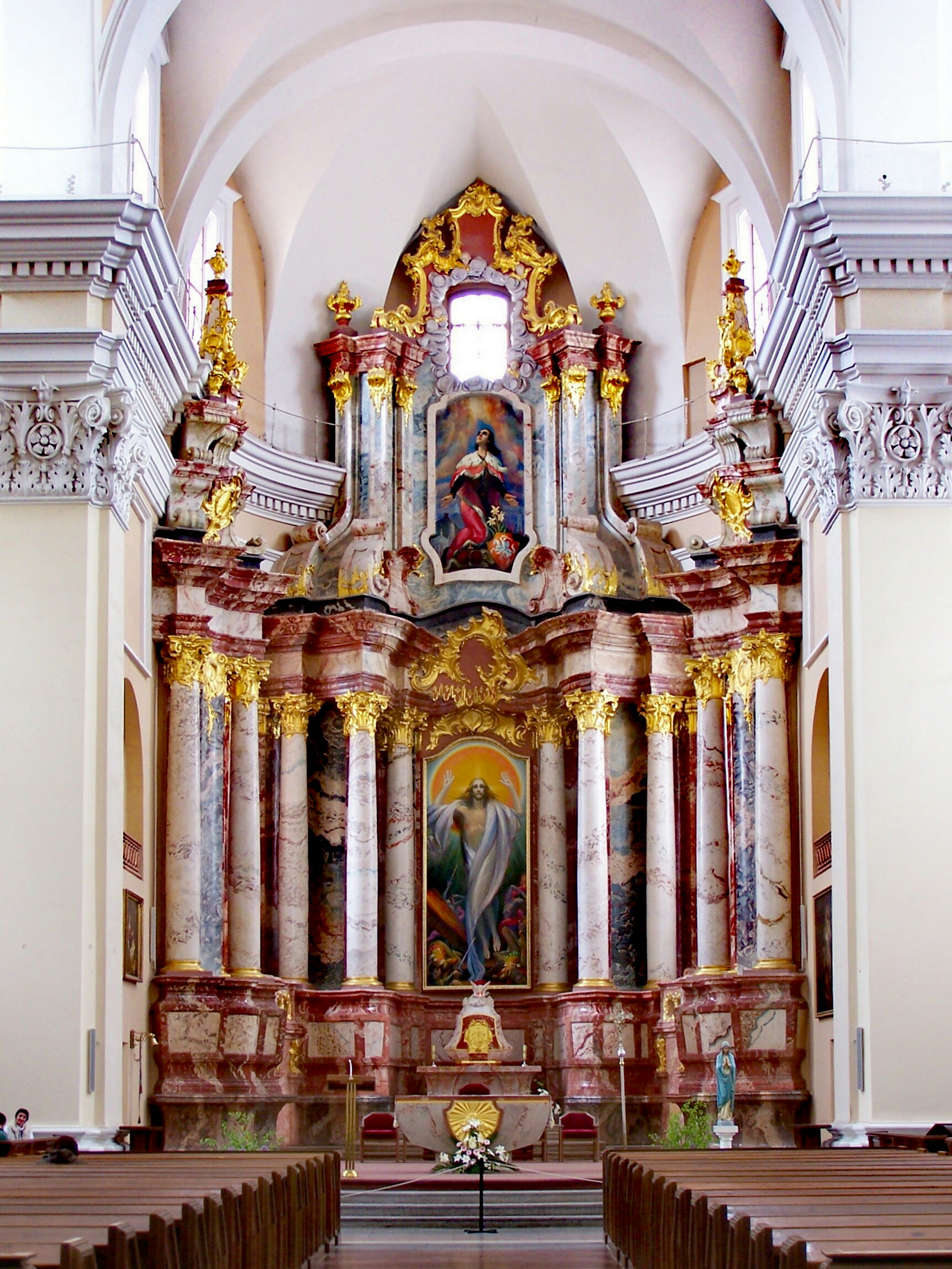
Главный алтарь

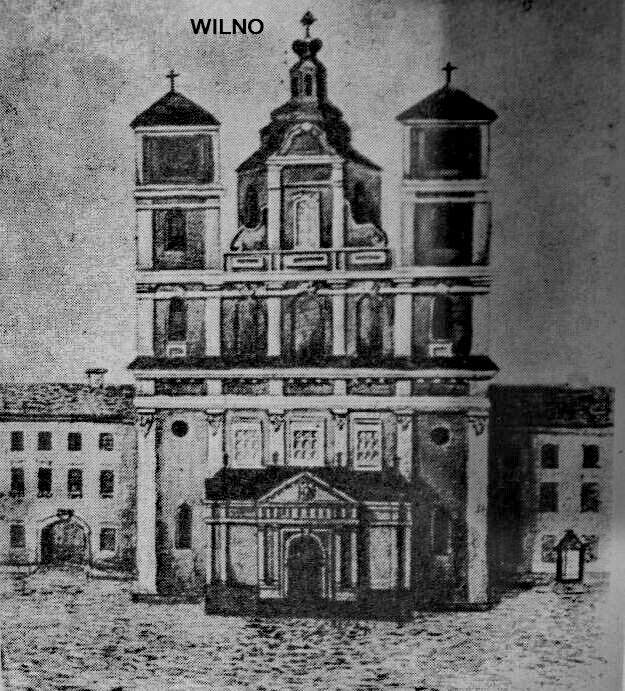
Костёл до перестройки в православный храм

Костёл вместе с прилегающим монастырём строились иезуитами при щедрой финансовой поддержке Сигизмунда III и Льва Сапеги. Постройка была начата в 1596 году, а окончена в 1604 году. В основание костёла был положен больших размеров камень, найденный на Антокольских горах, откуда его притащили семьсот виленских мещан — усердных богомольцев; впереди процессии шествовали высшие сановники во главе с великим канцлером литовским Львом Сапегой. Камень с надписью был заложен в фундамент при торжественном богослужении. Одновременно рядом с костёлом был заложен монастырь для профессоров иезуитов. Костёл был освящён в честь святого Казимира 12 мая 1604 года.
Храм неоднократно страдал от пожаров — в 1610, затем в 1655 году, когда город был взят войсками царя Алексея Михайловича, в 1707 и 1749 годах. Окончательно был достроен в 1616 году, отделка интерьера завершена в 1618 году. Боковые нефы превращены в отдельные часовни, над которыми сооружены открытые галереи.
Во время пожара 1749 года был уничтожен интерьер костёла, рухнули перекрытия купола. В 1749 или 1750—1755 годах была произведена капитальная реконструкция храма под руководством архитектора Томаша Жебровского: восстановлен многоступенчатый купол в стиле барокко, были сооружены шлемы двух высоких башен, построены 13 алтарей в стиле позднего барокко под мрамор с множеством скульптур, изображающих святых, и роскошная костёльная кафедра. Во время реконструкции храма в боковых стенах были замурованы галереи По мнению некоторых исследователей, стиль элементов реконструкции указывает на то, что костёл восстанавливал архитектор Глаубиц.

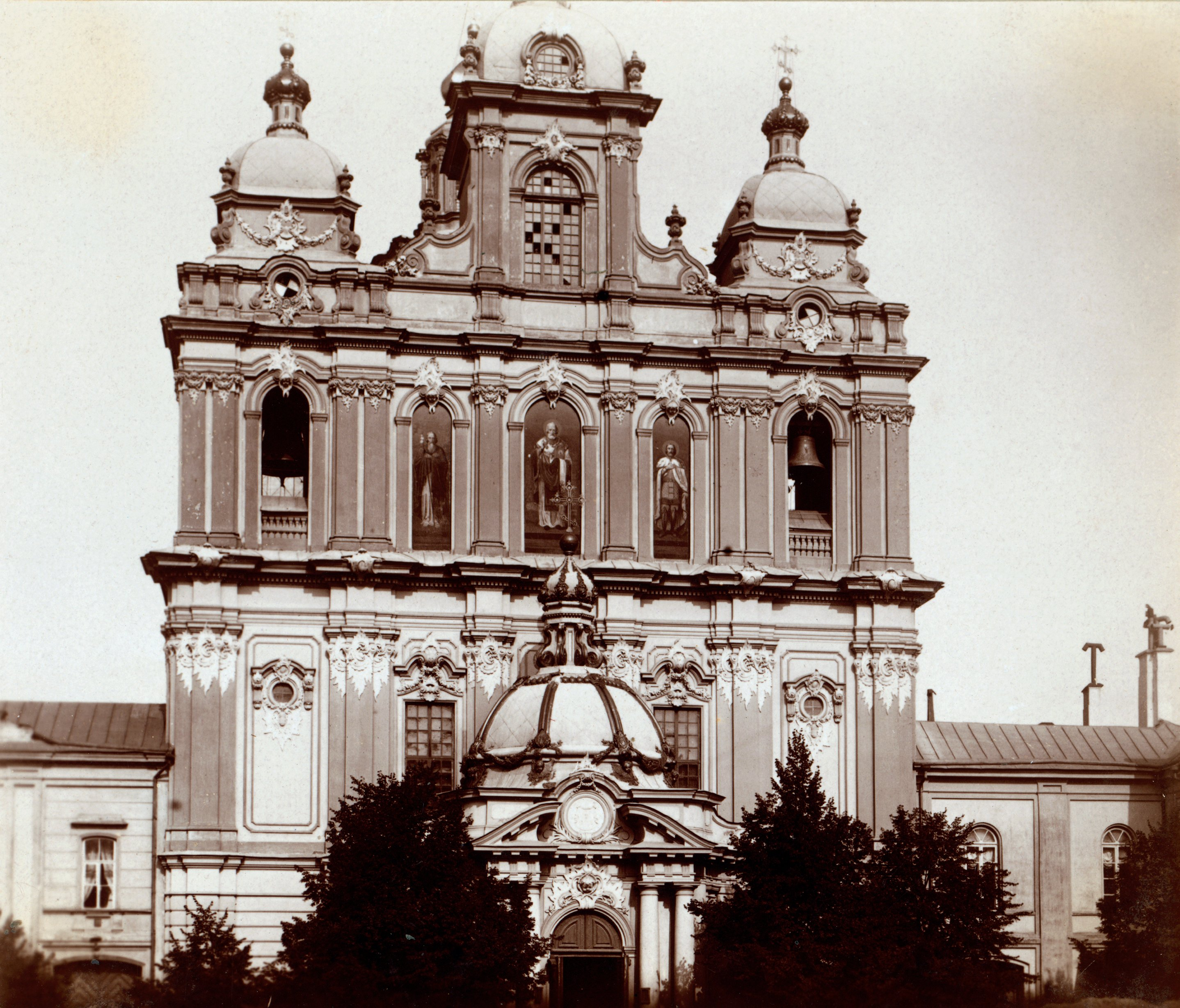
Храм в православном обличье. Фотография С. М. Прокудина-Горского (1912)

С упразднением ордена иезуитов в 1773 году костёл перешёл в ведение ксендзов-эмеритов. Во время восстания Костюшко полковник Якуб Ясинский в 1794 году заключил в костёле 1013 русских пленных. В 1799 году храм стал приходским.
В 1812 году французы превратили его в склад зерна, нанеся значительный ущерб храму. В 1814 году или, по другим сведениям, в 1815 году костёл под своё попечительство взяли монахи миссионеры и обновили его. В 1832 году костёл был закрыт и предназначен под православную церковь. По проекту академика А. И. Резанова во время реконструкции 1834—1837 годов были разрушены 10 алтарей и замечательная костёльная кафедра работы Глаубица. Перестройка и превращение в православный собор во имя святого Николая Чудотворца завершились к 1840 году; в сентябре 1840 года собор был освящён митрополитом Иосифом (Семашко). Наименование собора кафедральным последовало в 1844 году.
Во второй половине 1860-х годов виленский архитектор Н. М. Чагин дополнительно переделывал здание, придавая более «православный» вид: были снижены угловые башни фасада, на них помещены луковицеобразные купола, великокняжеская митра на центральном куполе заменена маковкой. Все купола были покрыты позолоченной жестью. К храму пристроен притвор с таким же луковицеобразным куполом, фасад храма искусно отделан. В костёле были снесены хоры, разрушен надгробный памятник польного гетмана литовского Винцента Гонсевского, погибшего во время бунта войска в 1662 году (фигура возлежащего рыцаря из белого мрамора). В марте 1864 года был торжественно заложен новый иконостас по проекту академика А. И. Резанова, получившего за него на Всемирной выставке 1867 года в Париже золотую медаль. К скульптурным и живописным работам над этим алтарём были приглашены известные художники: образа нижнего яруса и образ Саваофа выполнил профессор К. Б. Вениг, иконы Спасителя в архиерейском облачении, Божией Матери, Иоанна Крестителя и образа верхнего третьего яруса принадлежали кисти профессора К. Д. Флавицкого, другие образа иконостаса написал академик Н. И. Тихобразов. Запрестольный образ Воскресения Господня был написан академиком В. В. Васильевым.
Снаружи на фронтоне средней башни в нишах третьего яруса художником Марьяновским по картонам Н. И. Тихобразова были написаны фрески, изображающие святого Николая, святого Александра Невского и святого Иосифа Обручника. По завершении работ по внутреннему и наружному украшению собор был торжественно освящён 22 октября 1867 года архиепископом Минским и Бобруйским Антонием (Зубко).
Во время Первой мировой войны при немецкой оккупации Вильны в 1915 году храм стал гарнизонной протестантской церковью. При первом большевистском нашествии в 1919 году многотысячная толпа, собравшаяся в костёле, обороняла от ареста ксендза Мукермана, который в конце концов во избежание кровопролития сдался сам.
Храм был возвращён католикам и вместе с монастырём принадлежал иезуитам Польши. В 1922—1925 годах были отстроены хоры, но уже в отличном от прежнего виде, под руководством архитектора Боровского обновлён интерьер с устранением по возможности изменений, внесённых русскими архитекторами и художниками.
С 1940 года костёл и монастырь принадлежали иезуитам Литвы. При костёле в монастырском помещении действовала гимназия. Начиная с 1942 года здесь работала первая мужская гимназия мальчиков (бывшая литовская гимназия им. Витаутаса Великого), позже переименованная в среднюю школу имени А. Венуолиса, ныне иезуитская гимназия.
Во время Второй мировой войны снарядом снесло центральную и среднюю башни фасада. В 1942—1944 годах центральная башня (великокняжеская митра с крестом) была восстановлена по проекту архитектора Йонаса Мулокаса. Фасад с крестом так и не был отстроен. В 1948 году костёл Святого Казимира был закрыт. В 1965 году здание было заново отреставрировано (архитекторы Алдона Швабаускене, Витаутас Габрюнас) и в 1966 году здесь был открыт Музей атеизма.
В 1991 году костёл и монастырь были реставрированы и заново освящены. В части помещений монастыря размещается издательство «Айдай» („Aidai“), специализирующееся на издании религиозной и философской литературы.

## Архитектура

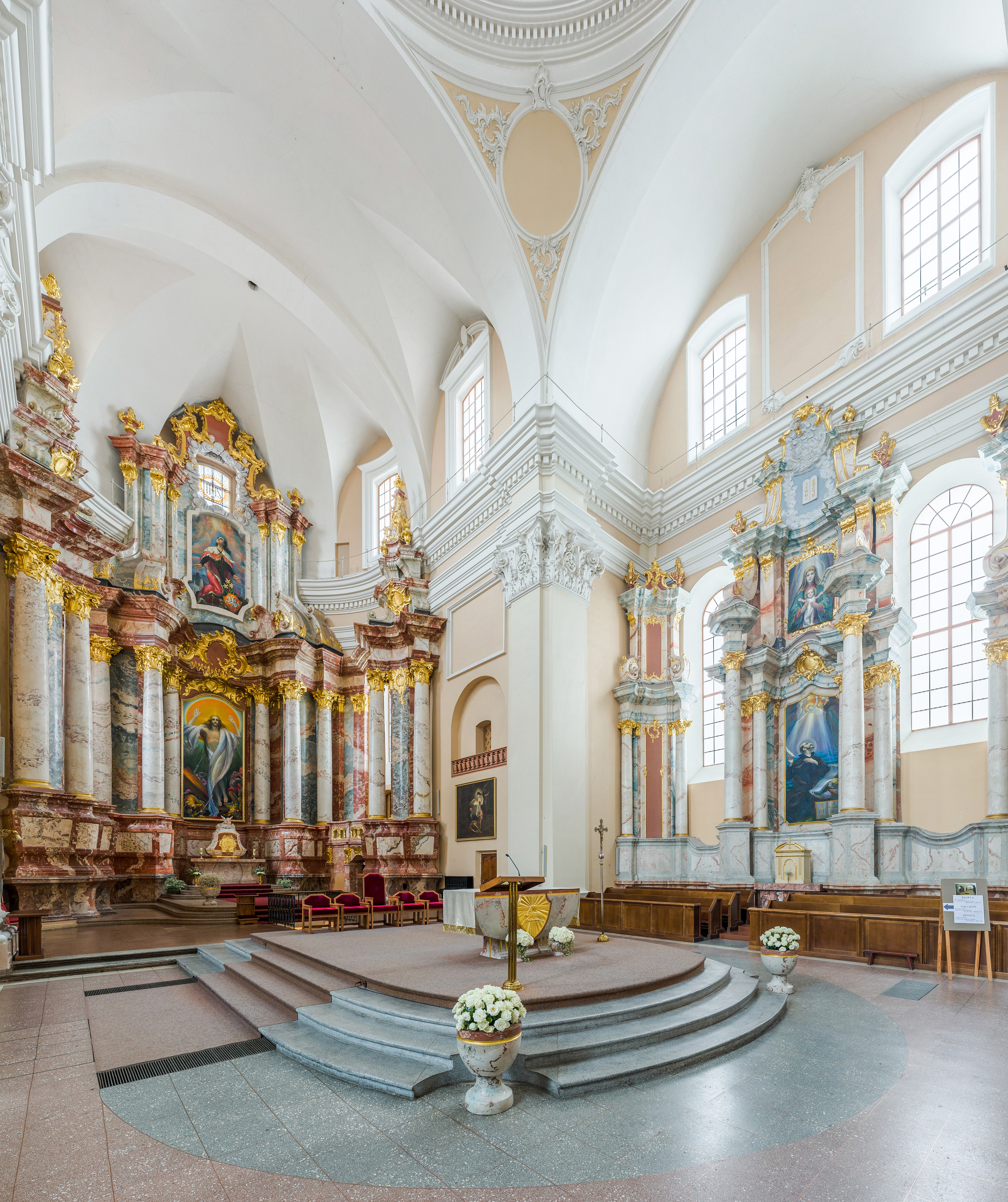
Главный и боковой алтарь

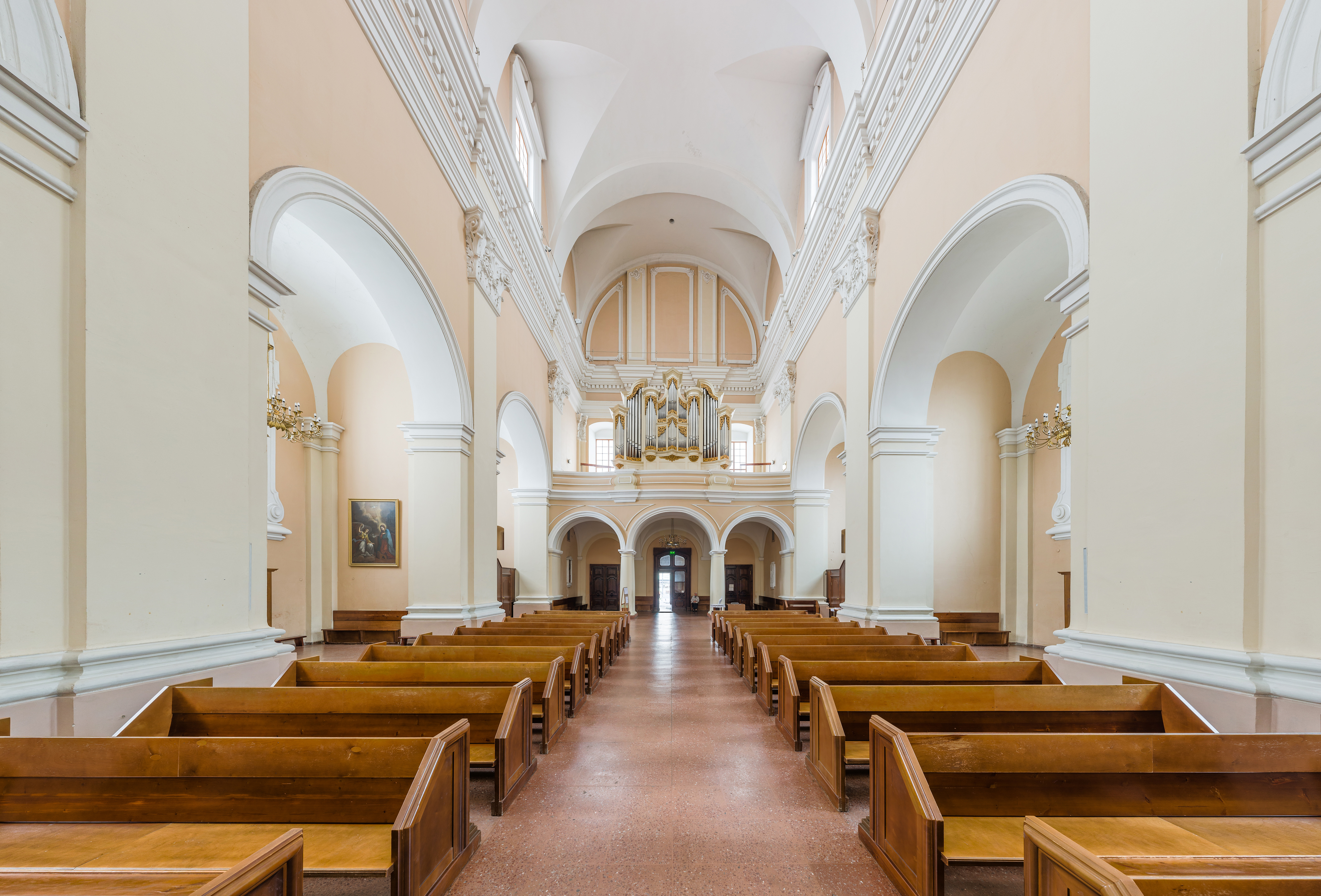
Центральный неф и орган

Храм построен по образцу римских ранних безбашенных барочных костёлов (церковь Иль Джезу). В плане формы латинского креста, образуемого пересечением очень широкого и высокого продольного (центрального) и короткого поперечного нефов. Храм по существу трёхнефный, но боковые нефы представляют собой не соединённые друг с другом открытые капеллы. Это создаёт впечатление едва ли не прямоугольного объёма. Внутреннее пространство базиликальное.
Над средокрестием на восьмиугольном барабане поднимается высокий купол с фонарём. Диаметр купола составляет 17 м, высота — 40 м. Это первый и самый большой купол в архитектуре Вильнюса. Две высокие башни главного фасада отличают костёл от римского прототипа; двубашенный фасад стал характерной местной традицией.
Пристроенный в 1755 году притвор в стиле барокко внёс разнообразие в суровые и лаконичные формы храма. Пилястры и сложно профилированный карниз стен создают впечатление художественной целостности.
Традиции готики и позднего ренессанса (маньеризма) усматриваются в мощных контрфорсах боковых фасадов, круглых лестничных башнях по обе стороны пресбитерия, декоре сводов ризницы.
В храме имеются мемориальные таблицы в память святого Анджея Боболи, служившего в костёле в 1624—1630 и 1646—1652 годах, архитектора Йонаса Мулокаса, епископа Юлийонаса Стяпонавичюса.

## Крипта
В церкви под алтарной частью находится крипта, в которой хранятся мощи святого Андрея Боболи. Стены крипты украшены религиозными рисунками и надписями на латинском языке.

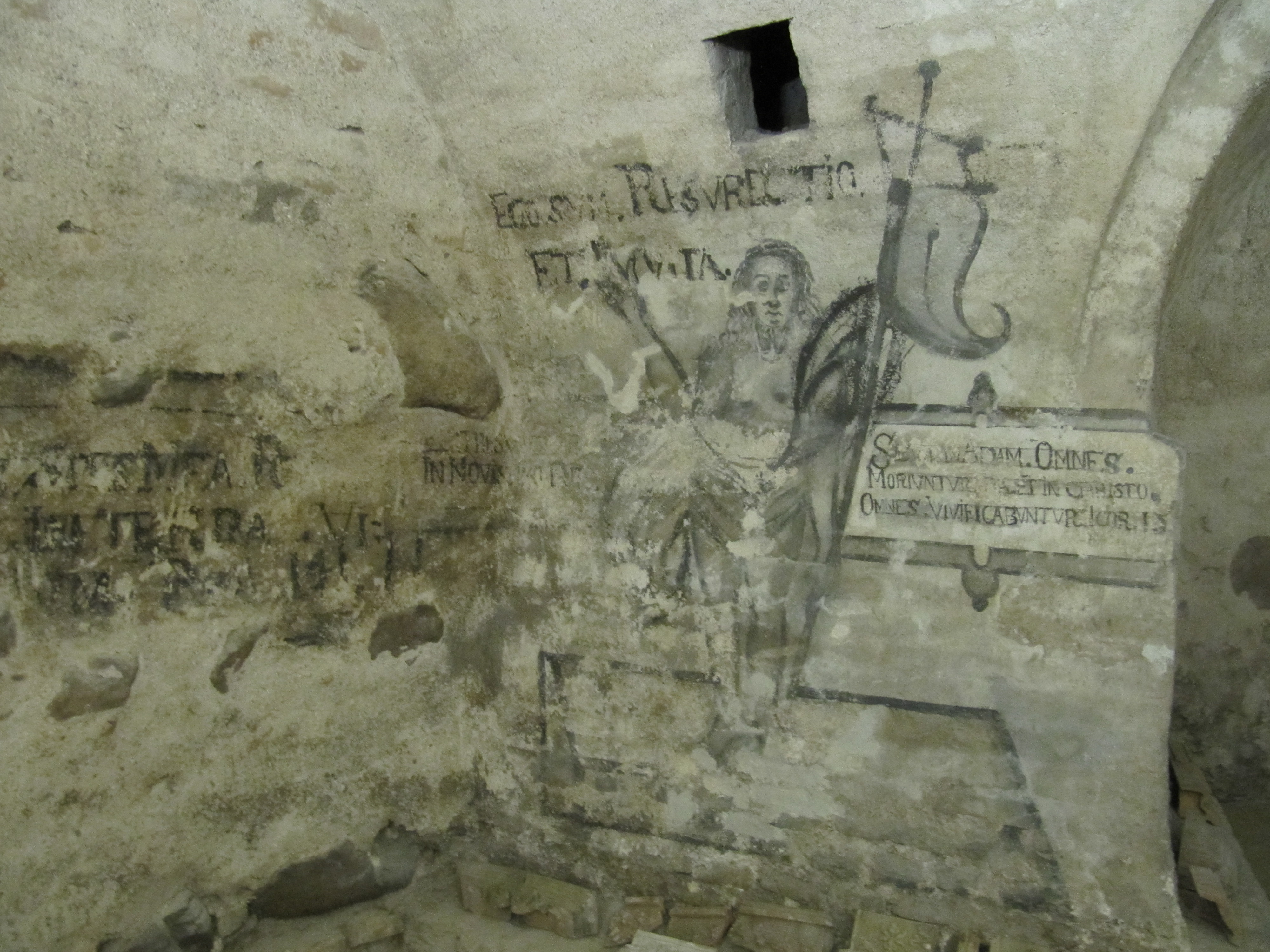
Рисунок
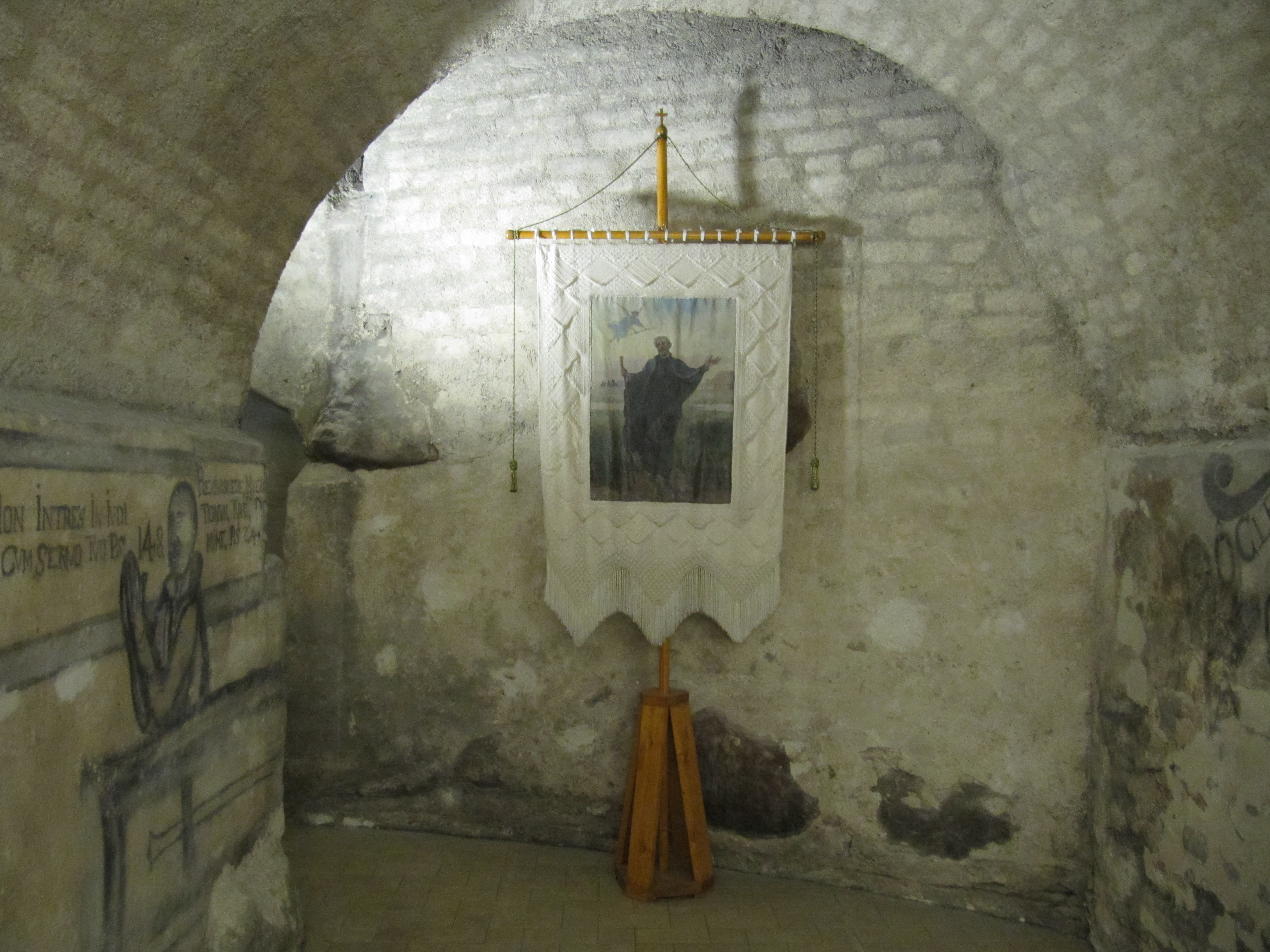
Рисунок
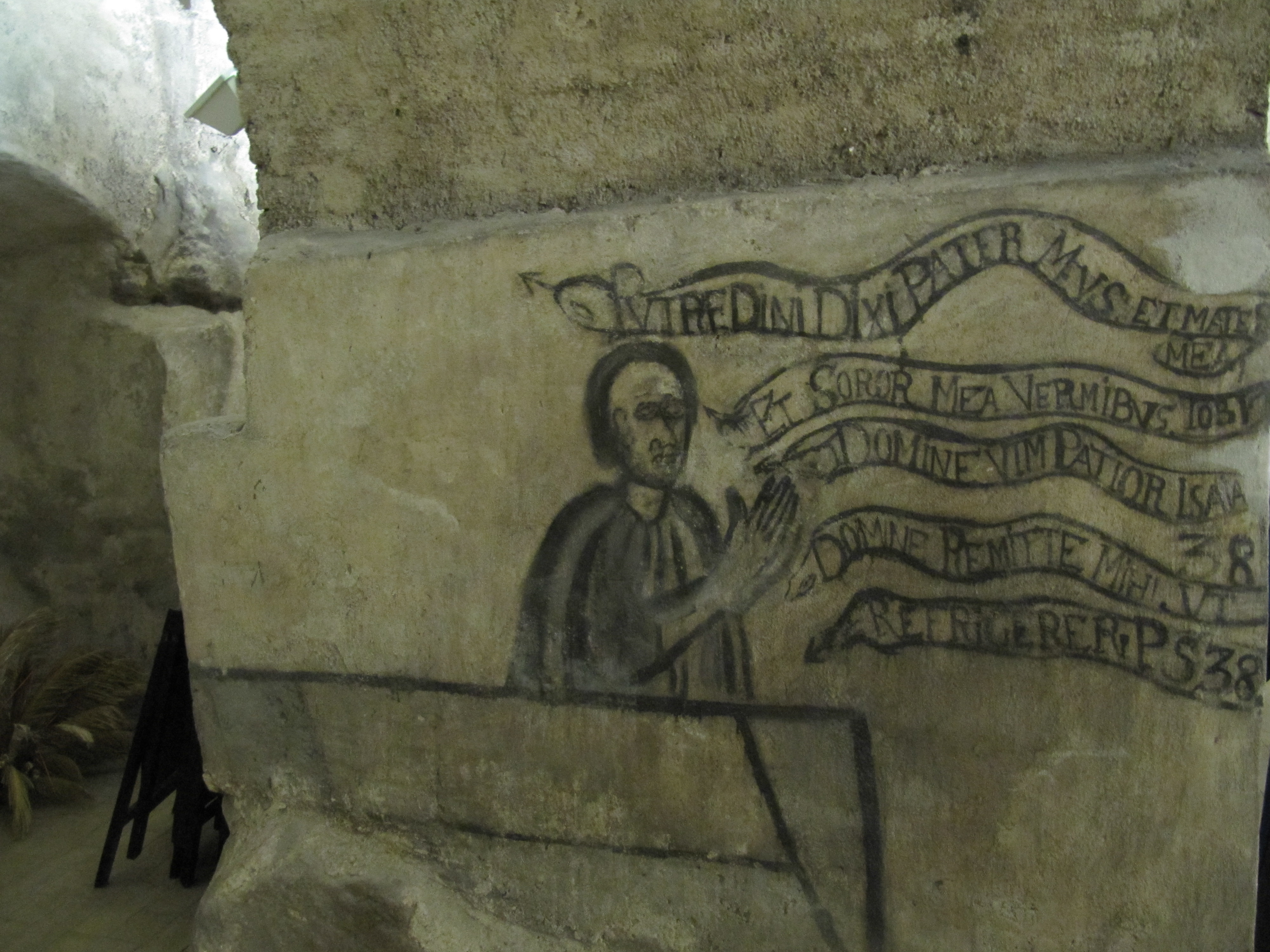
Рисунок
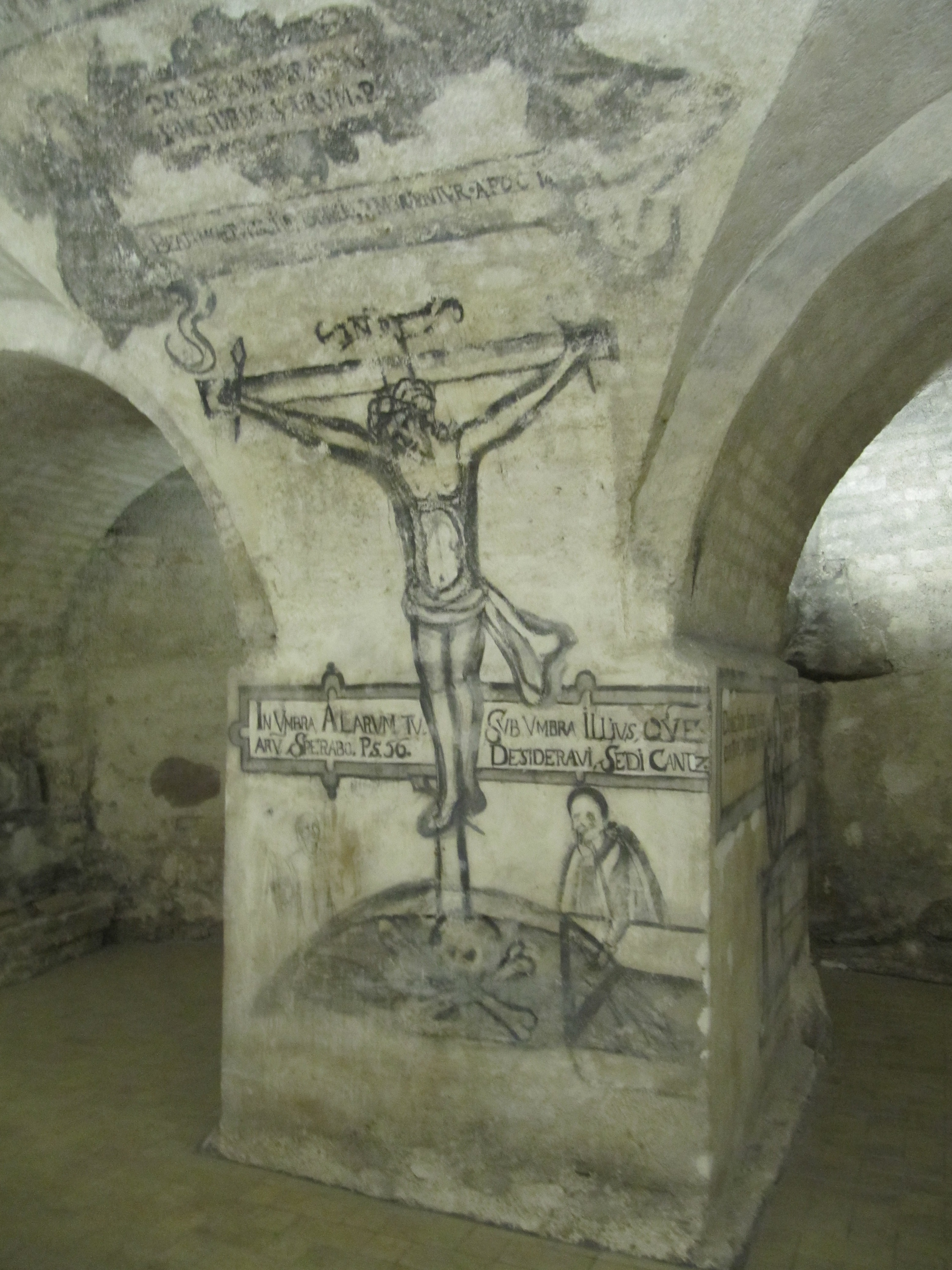
Рисунок
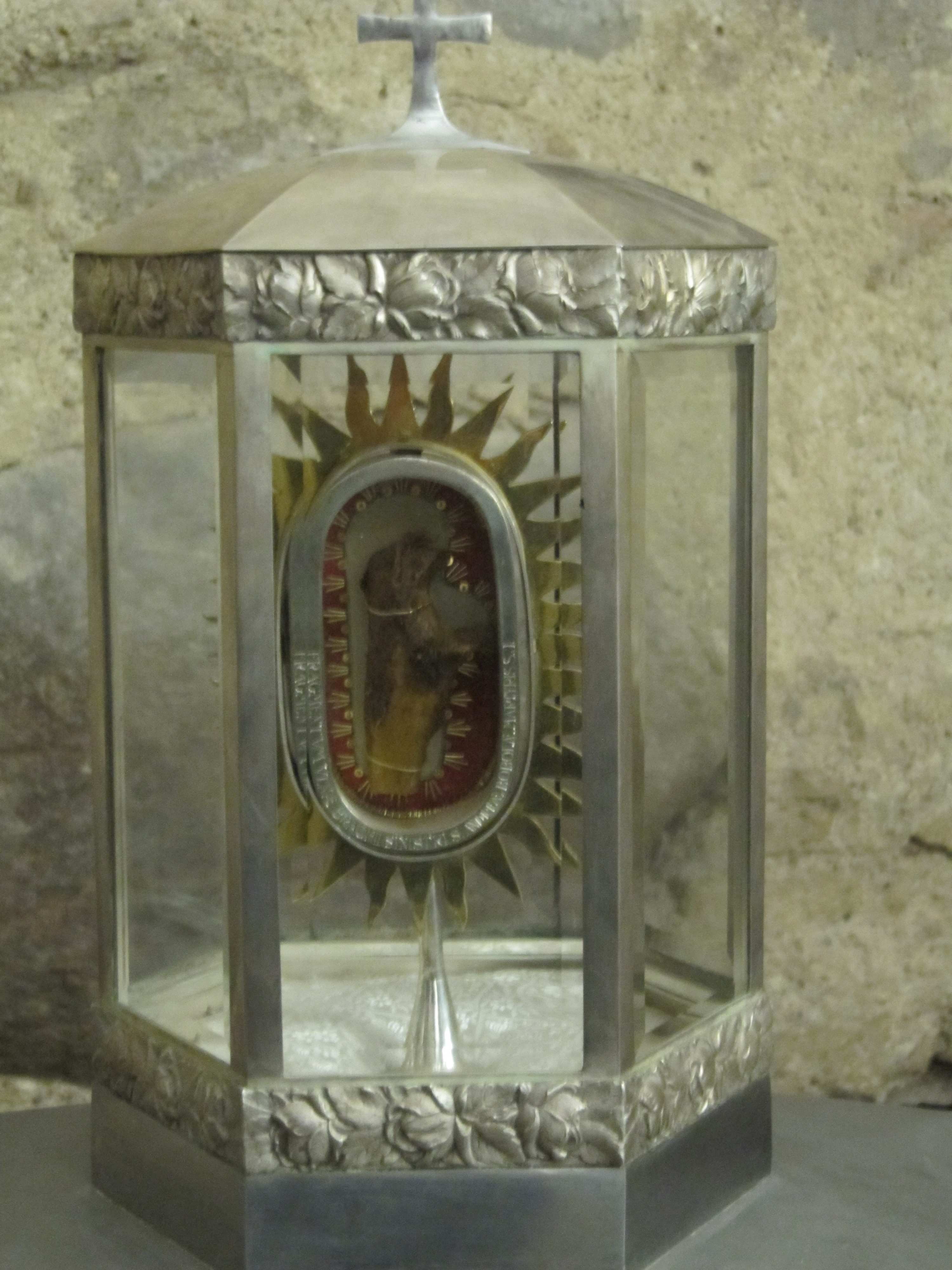
Мощи святого Андрея Боболи